# 1,5-cyclo-octadieen
1,5-cyclo-octadieen (doorgaans afgekort tot COD) is een organische verbinding met als brutoformule C8H12. De stof komt voor als een kleurloze vloeistof met een aromatische geur, die zeer slecht oplosbaar is in water.

## Synthese
1,5-cyclo-octadieen kan bereid worden door dimerisatie van 1,3-butadieen, in aanwezigheid van een nikkel-katalysator. Als bijproduct wordt 4-vinylcyclohexeen gevormd.

## Toepassingen en reacties

### Organische reacties
De voornaamste organische reactie met 1,5-cyclo-octadieen is die met diboraan in dimethylsulfide, waarbij het belangrijk organisch reagens 9-borabicyclo[3.3.1]nonaan wordt gevormd:
1,5-cyclo-octadieen addeert zwaveldichloride, met vorming van de gebrugde verbinding 2,6-dichloor-9-thiabicyclo[3.3.1]nonaan:

### Vorming van metaalcomplexen
Naast organische reacties is 1,5-cyclo-octadieen in staat om metaalcomplexen te vormen. Dat gebeurt met metalen met een lage valentie via de elektronendensiteit van de twee dubbele bindingen. De gevormde complexen zijn opmerkelijk stabiel en kunnen vrijwel zuiver geïsoleerd worden. Die stabiliteit is te danken aan het chelaateffect. De COD-liganden kunnen makkelijk worden vervangen door andere, zoals fosfines.
Enkele voorbeelden van COD-complexen zijn:
- Dichloor(1,5-cyclo-octadieen)platina(II)
- Bis(1,5-cyclo-octadieen)nikkel(0)
- Bis(1,5-cyclo-octadieen)platina(0)
- 1,5-cyclo-octadieenrodiumchloride-dimeer

Ook de Crabtree-katalysator, een iridiumcomplex, is een COD-complex.